# Мирзоев, Гаффор
Гаффор Мирзоев (тадж. Ғаффор Мирзоев; род. 8 марта 1956, Куляб, Таджикская ССР, СССР) — таджикский государственный деятель. Командующий президентской гвардией Таджикистана (1995—2004), президент Национального олимпийского комитета (2001—2006), председатель Агентства по контролю за наркотиками при президенте Республики Таджикистан (29 января 2004 — 5 августа 2004). 11 августа 2006 года был приговорен Верховным судом к пожизненному лишению свободы.

## Биография
Гаффор Мирзоев родился 8 марта 1956 года в Кулябе. После окончания Таджикского института физкультуры в 1978 году, работал школьным учителем физкультуры, преподавателем физкультуры в Педагогическом институте города Куляба. С 1982 по 1985 годы занимал должность проректора по хозяйственной части Таджикского института физкультуры. В 1985 году перешёл на работу водителем-дальнобойщиком в Кулябское автотранспортное предприятие. С 1989 по 1991 годы был председателем профсоюзного комитета работников агропромышленного комплекса Кулябской области.
В годы гражданской войны в Таджикистане Гаффор Мирзоев стал влиятельным полевым командиром Народного фронта, ближайшим соратником Эмомали Рахмона. Был известен под прозвищем «Седой». После «примирительной» 16-й сессии Верховного совета, прошедшей в ноябре 1992 года в Худжанде, Мирзоева назначили на пост заместителя командира первой специальной бригады Министерства внутренних дел, которую он возглавил в декабре 1992 года. После того, как в январе 1995 года на базе бригады была сформирована президентская гвардия, Мирзоев стал её командующим. Под его командованием президентская гвардия дважды участвовала в подавлении мятежей полковника Махмуда Худойбердыева в 1997 и 1998 годах. 
В 1995 году Мирзоев закончил Высшую школу милиции Таджикистана, получив специальность юриста-правоведа. С 1995 по 2000 годы был депутатом Высшего собрания, членом Комитета по правопорядку, обороне и безопасности. В 1999 году ему было присвоено звание генерал-лейтенант. В 2001 и 2004 годах избирался президентом Олимпийского комитета Таджикистана.
26 января 2004 года Гаффор Мирзоев был уволен с должности командира президентской гвардии, согласно официальному заявлению, в связи с тем, что президентская гвардия была преобразована в национальную гвардию. Командующим вновь образованной структуры был утверждён Раджабали Рахмоналиев. Для Мирзоева это увольнение стало полной неожиданностью и он сделал несколько резких заявлений на пресс-конференции, собранной специально для него на следующий день после увольнения. Реакция власти была также неоднозначной, силовые структуры страны были приведены в полную боевую готовность, на случай возможного вооружённого конфликта. По команде Мирзоева президентская гвардия была поднята по тревоге, боевая техника была выведена из мест постоянной дислокации. Спустя несколько дней ситуация разрешилась мирным способом, 29 января 2004 года Мирзоев возглавил Агентство по контролю за наркотиками при президенте Таджикистана.

## Арест
6 августа 2004 года Гаффор Мирзоев был арестован ОМОНом МВД Таджикистана под руководством Олега Захарченко во дворе Агентства по контролю за наркотиками. За день до этого он был уволен с поста директора Агентства. Задержание Мирзоева прошло без эксцессов, несмотря на наличие большого количества огнестрельного оружия в машине задержанного, вместе с ним также арестовали семерых телохранителей.
Генеральный прокурор Бободжон Бобохонов, комментируя задержание Мирзоева сообщил, что ему вменяется убийство начальника управления внутренних дел Шахринавского района Мирзо Абдулоева, произошедшее 8 апреля 1998 года, а также дело о незаконном заключении контракта по пользованию государственным вертолётом в Афганистане на сумму 650 тысяч долларов, незаконном присвоении свыше 350 га земли и нелегальному хранению оружия. Во время обыска в помещении, принадлежавшим Агентству по контролю за наркотиками было обнаружено более 3 тысяч единиц огнестрельного оружия и боеприпасы, а на территории предприятия, принадлежащего Мирзоеву, был найден зенитно-ракетный комплекс Stinger. 27 декабря 2004 года Эмомали Рахмон в своём выступлении перед сотрудниками силовых ведомств, приуроченном к 80-летию прокуратуры Таджикистана, высказал ряд обвинений в адрес Мирзоева, в частности, инкриминировал ему подготовку государственного переворота, а также обвинил его во взрывах двухлетней давности возле правительственных зданий.
Через два года после задержания в январе 2006 года прошёл закрытый судебный процесс над Гаффором Мирзоевым. 3 августа 2006 года было завершено рассмотрение уголовного дела и 11 августа суд огласил приговор. Мирзоева признали виновным по восьми статьям Уголовного кодекса Таджикистана, в числе которых — попытка военного переворота, злоупотребление служебным положением, незаконное пересечение государственной границы, уклонение от уплаты налогов, незаконное хранение оружия, убийство, хищение в особо крупных размерах. Государственный обвинитель просил Верховный суд Таджикистана приговорить Мирзоева к смертной казни, но из-за объявленного в июле 2003 года моратория, смертная казнь была заменена на пожизненное лишение свободы с лишением всех званий и наград. Ещё 15 подсудимых, проходивших по делу, были приговорены к различным срокам тюремного заключения от 12 до 16 лет.

## Награды
- Орден Спитамен (1997) — лишён по приговору суда 11 августа 2006 года[5].